# The Magic Pocket
The Magic Pocket (japanischer Originaltitel Fushigi na poketto (ふしぎなポケット)) ist eine Gedichtsammlung für Kinder des japanischen Dichters Mado Michio, die 1998 mit Illustrationen von Anno Mitsumasa beim Verlag Suemori Books veröffentlicht wurde. Der Text wurde von der japanischen Kaiserin Michiko Shōda ins Englische übersetzt und ist der Nachfolger des Gedichtbandes The Animals (Dōbutsutachi (どうぶつたち), 1992).

## Inhalt
Die 14 ausgewählten Gedichte handeln von den unterschiedlichsten Dingen: Kaninchen, die ihren Spaß am Hoppeln durch ein endloses Feld haben, kleinen Hühnerküken, die auf dem Rücken der Mutterhenne herumklettern, einem Einsiedlerkrebs, der jeden Tag an einer neuen Adresse wohnt, zwei Ziegen, die sich gegenseitig Briefe schicken, die sie jeweils auffressen, ehe sie sie gelesen haben, von Blumen, Fingern, Kirschpflaumen oder einfach dem Wunsch eines Kindes, mit einem kleinen Elefanten oder einem kleinen Bären spielen zu können. In dem titelgebenden Gedicht The Magic Pocket geht es um eine Tasche, in der sich die enthaltenen Kekse auf magische Weise vermehren. Der Band ist dabei so aufgebaut, dass auf Doppelseiten jeweils auf der linken Seite das Gedicht in japanischer Originalsprache abgedruckt und auf der rechten Seite die englische Übersetzung gegenübergestellt ist.

## Rezeption
Romy Ash schreibt in ihrer Buchrezension: „Die Gedichte bedienen sich einer verspielten, kindgerechten Bildsprache, mehrere sind aus der Kinderperspektive geschrieben. […] Die Gedichte sind nur scheinbar schlicht: Was auf den ersten Blick lustig erscheint, regt zum Nachdenken an. Die Illustrationen liefert Mitsumasa Anno. Seine subtilen, einfarbigen Collagen lassen viel Raum für Kontemplation, zeugen aber auch von einem feinen Sinn für Humor.“ Susan P. Bloom schreibt im Horn Book Magazine: „Indem er die Stimme der frühesten Kindheit mit einfachem und begrenztem Vokabular einfängt, schafft Mado sein zweites Buch mit Gedichten, die in englischer Sprache erhältlich sind, wobei jede Komposition auf der gegenüberliegenden Seite vom japanischen Original begleitet wird. Sein früheres Werk Animals (1992) hatte eine Integrität, die weniger subtil war als die dieser Sammlung, deren thematischer Kern in spielerischen Überraschungen für die allerjüngsten Zuhörer liegen mag. […] Die monochromen Illustrationen von Mitsumasa Anno unterstreichen die schlichte Einfachheit des Buches.“

## Referenzen
The Magic Pocket ist in dem literarischen Nachschlagewerk 1001 Kinder- und Jugendbücher – Lies uns, bevor Du erwachsen bist! für die Altersstufe 3+ Jahre enthalten.

## Ausgaben
- The Magic Pocket. Suemori Books, Japan 1998 (englisch, japanisch: Fushigi na poketto (ふしぎなポケット). Übersetzt von Michiko Shōda).